# جول رونار
جول رونار (بالفرنسية: Jules Renard)‏ (22 فبراير 1864 في فرنسا - 22 مايو 1910، باريس في فرنسا)؛ مؤلِّف، كاتب مسرحي وروائي فرنسي. ومن أعماله البارزة، روايتي: رأس الجزرة، والمتطفّل.

## نشأته
ولد جول رونار يوم 22 فبراير عام 1864 في شالون دو ماين (بالفرنسية: Châlons-du-Maine)‏ في مقاطعة ماين شمال غرب فرنسا، حيث كان والده مُقاولا في سكة الحديد، وهو ثالث أبناء العائلة (في الحقيقة هو الرابع تسلسلًا، لولا أن أخته إيميلي الأولى ماتت طفلة قبل أن يولد، أما إيميلي الثانية فقد ولدت سنة 1859 بعد عام واحد من موت الأولى، وشقيقه موريس ولد عام 1862). ولد جول في مرحلة لم يعد فيها والداه على وفاق نهائيًّا، فأصبح هو الآخر غير مرغوب فيه، ووالدته التي لم تعد تطيق زوجها اتخذت الموقف نفسه تجاه الطفل الجديد.

## روابط خارجية
- جول رونار على موقع IMDb (الإنجليزية)
- جول رونار على موقع الموسوعة البريطانية (الإنجليزية)
- جول رونار على موقع ميوزك برينز (الإنجليزية)
- جول رونار على موقع قاعدة بيانات برودواي على الإنترنت (الإنجليزية)
- جول رونار على موقع ديسكوغز (الإنجليزية)
- جول رونار على موقع قاعدة بيانات الفيلم (الإنجليزية)